# Edithe Devriendt-Van Cauwenberge
Edithe Devriendt-Van Cauwenberge (Gent, 29 december 1935 - aldaar, 4 september 2015) was een Belgische liberaal politica. Ze was gemeenteraadslid van Gent en oprichtster van Solidariteit voor het Gezin.

## Biografie
Edithe Devriendt-Van Cauwenberge was in 1977 oprichtster van Solidariteit voor het Gezin, die initieel actief was in de thuis- en bejaardenzorg, die oorspronkelijk vanuit de katholieke zuil werd aangeboden. Ze liet de organisatie uitgroeien tot een grote nationale sociale organisatie actief in onder meer gezinszorg, poetshulp, thuisverpleging, kinderzorg en vrijwilligerswerk. Als algemeen directeur van de organisatie volgde haar zoon Erwin Devriendt haar in 1999 op. Devriendt-Van Cauwenberge werd vervolgens voorzitster van de raad van bestuur. In 2020 fuseerde Solidariteit voor het Gezin met vijf andere zorghulporganisaties tot i-mens.
Ze was tevens gemeenteraadslid van Gent voor de PVV. Ze was secretaris van PVV-Vrouwenfederatie Gent-Eeklo en medeoprichtster en bestuurster van Liberale Vrouwen. Ze was ondervoorzitster van de sociale huisvestingsmaatschappij De Gentse Haard en bestuurster van vzw Van Welden en diverse socio-culturele organisaties.
In 2007 werd de Stichting Edith Devriendt opgericht, die kinderen de mogelijkheid wil geven aan sport en cultuur te doen.

## Eerbetoon
Devriendt-Van Cauwenberge was grootofficier in de Orde van Leopold II.
In 2016 ontving ze postuum een Groot Ereteken van de Vlaamse Gemeenschap.